# Lernaeenicus nemipteri
Lernaeenicus nemipteri is een eenoogkreeftjessoort uit de familie van de Pennellidae. De wetenschappelijke naam van de soort is voor het eerst geldig gepubliceerd in 1953 door Gnanamuthu.